# Marius Mortensens Eftf.
Marius Mortensens Eftf. er en vin- og tobaksforhandler der ligger i Frisegade i Nykøbing Falster. Den er grundlagt i 1866 og er dermed Danmark ældste vinhandel.
I den ene ende af forretningen er den bygget sammen med Thea, der sælger te, kaffe, chokolade og lign. Udover at drive butikken arrangeres der også smagning af bl.a. vin, øl, portvin. Nogle af disse arrangeres i samarbejde med Thea.

## Historie
Forretningen blev grundlagt af Carl Ludvig Qvade Beck den 1. maj 1866. Han drev den frem til 1918, hvorefter H. S. M. Mortensen (f. 1885) overtog den, og gav den navnet L. Beck's Eftf. ved Marius Mortensen. Siden havde forretningen flere forskellige ejere, from til i 1990, hvor de tidligere skolekammerater Martin Iversen og Jes Jonigk overtog butikken. De drev sammen frem til 2016, hvor Iversen lod ejerskabet overgå til Jonigk. Han fortsatte dog i butikken som almindelig ansat.